# Sanu-Memorandum
Het Sanu-Memorandum (Servisch: Меморандум САНУ) was een conceptdocument waaraan medewerkers van de Servische Academie van Wetenschappen en Kunsten (Servisch: Српске академија наука и уметности, Srpska akademija nauka i umetnosti; Sanu) tussen 1982 en 1986 werkten.
In september 1986 lekte het document uit. Het memorandum was niet bedoeld als ideologische basis voor Servische nationalisten, maar werd daar later wel voor misbruikt. Het werd onmiddellijk bekend in heel Joegoslavië, omdat het een stem gaf aan sommige controversiële visies op de situatie van de federatie en zette aan tot discussie over een fundamentele reorganisatie van Joegoslavië. Het memorandum werd door veel Joegoslaven gezien als een uiting van Servisch nationalisme en agressie tegen de Joegoslavische federatie. De opstellers redeneerden echter dat het document nooit voor publieke consumptie bestemd was.
De redactie van het memorandum wordt vaak toegeschreven aan Dobrica Ćosić, de latere president (1992-1993) van het resterende Joegoslavië. Er wordt echter ook van hem gezegd dat hij slechts bij de discussies over het document betrokken was. Andere bijdragen worden onder andere toegeschreven aan Kosta Mihajlović over de economie, Mihailo Marković over zelfbestuur, Vasilije Krestić over de status van Servische Kroaten.

## Inhoud
Het 74 bladzijden omvattende memorandum gaf kritiek op de toenmalige economische en culturele ontwikkelingen van de Joegoslavische staatsinrichting. Er werd geklaagd over de toenemende fragmentering en regionalisering van de maatschappij en er werd gewezen op ontbrekende democratische structuren.
Het titoïsme werd als een anti-Servische doctrine beschouwd, waardoor de Servische natie doelmatig verzwakt was geworden, ten gunste van de andere deelrepublieken. Het document redeneerde dat na het eind van de Tweede Wereldoorlog Tito Servië opzettelijk verzwakte door het grootste deel van haar territorium op te delen over het tegenwoordige Servië, Montenegro, Macedonië, Bosnië en Herzegovina en sommige smalle delen van Kroatië waar een meerderheid van Servische bevolking woonde. Het redeneerde verder dat Tito Servië verder had gereduceerd door binnen haar grenzen twee autonome provincies toe te staan, Kosovo en Vojvodina; iets dat hij niet had doorgevoerd bij een van de andere Joegoslavische republieken.
Naast economische discriminatie van Servië, beklaagde het document de onderdrukking van de Serviërs in Kroatië en sprak het zelfs over volkenmoord van Serviërs in Kosovo. Het begrip genocide, respectievelijk volkenmoord, werd daarmee als strijdleus in de Joegoslavische twisten ingevoerd. Door deze bewerking werden de Albanezen als hoofdschuldige aangewezen voor de door hen vastgestelde ellende in Servië. De stelling werd onderbouwd met historische argumenten die ver in de geschiedenis teruggingen, voorbij de oprichting van Joegoslavië in 1918, en niets met de toenmalige crisis in het socialistische staatsbestel van Joegoslavië te maken hadden.
Het memorandum riep op tot een "eind aan de discriminaties van het Servische volk." De opstellers eisten tot slot dat de "nationale en culturele integriteit van het Servische volk gegarandeerd werd, ongeacht in welke republiek of regio ze woonden."
Punten in het memorandum van 1986:
- Albanezen plegen genocide tegen Serviërs in Kosovo - pagina's 41 en 56.
- Slovenië en Kroatië nemen de controle over de Servische economie over en Joegoslavië haalt industrie weg uit Servië - pagina 42.
- Er is behoefte aan constitutionele veranderingen van Joegoslavië, omdat het Servië oneerlijk behandelt en verzwakt - pagina 46.
- Er is een grote discriminatie tegen Serviërs die erg veel lijkt op genocide - pagina 50.
- Servië heeft 2,5 miljoen slachtoffers aan Joegoslavië geschonken tijdens de Eerste en Tweede Wereldoorlog en is nu zelf slachtoffer van deze staat - pagina 52.
- Tussen 1690 en 1912 zijn 500.000 Serviërs uit Kosovo gevlucht voor de genocide die gepleegd werd door de Albanezen - pagina 56.
- Er bestaat een grote discriminatie van Serviërs in Kosovo en Kroatië - pagina 58.
- Serviërs in Kroatië zijn meer in gevaar dan ooit - pagina 62.
- Alle schrijvers met de Servische nationaliteit in Bosnië zijn Servische schrijvers en niet Bosnische - pagina 65.
- De Servische kwestie wordt niet eerder opgelost dan bij de creatie van een volledig nationale en culturele eenheid van het Servische volk, ongeacht waar ze wonen - pagina's 70 - 73.
- Wanneer Joegoslavië uit elkaar valt, moet Servië naar zijn eigen nationale belangen kijken - pagina 73.

## Ontvangst
In de krant Večernje Novosti werden enkele samenvattingen van het memorandum gepubliceerd en door de publieke opinie uitgebreid bediscussieerd.
Intellectuelen en politici van de andere bevolkingsgroepen in Joegoslavië reageerden met eigen nationale programma's. Tussen de deelrepublieken ontwikkelde zich een toenemend verziekte sfeer. In de media, maar ook in de literatuur van Joegoslavië werd steeds meer over "volksaangehorigheid" en "bloed en bodem" geschreven. De andere naties in de federatie werden daarbij telkens beschuldigd de oorzaak te zijn van de eigen ellende, werkloosheid en de slechte economische en sociale situatie.
Het memorandum had grote invloed op de ontwikkeling van het nationalisme onder Serviërs en vergrootte de roep om separatisme van de afzonderlijke republieken.